# Disturbo gastrointestinale
In gastroenterologia i  disturbi gastrointestinali  sono un insieme di disturbi che si ripercuotono sul tratto gastrointestinale.

## Tipologia
Si dividono in:
- Disfagia, difficoltà a deglutire
- Aerofagia, eccessiva deglutizione d'aria
- Bruciore
- Diarrea, evacuazione frequente di feci in formato acquoso
- Dispepsia, fastidio della digestione
- Dolore addominale
- Meteorismo, accumulo di gas che può occorrere nell'intestino o nell'addome[1]
- Stipsi, evacuazione rara o parziale
- Vomito

## Esami
Fra i vari esami diagnostici esistono alcune tecniche di imaging di recente scoperta, mentre i criteri diagnostici vengono denominati criteri di Roma I, II e III.

## Eziologia
Le cause sono diverse:
- Alcuni funghi patogeni (che rilasciano le micotossine) come l'Entoloma sinuatum, il Tricholoma pardinum, l'Omphalotus olearius, il Boletus satanas, l'Hypholoma fasciculare, Russula foetens.
- Effetti collaterali di alcuni farmaci come la flucitosina e il torasemide e la bumetanide
- Deficit Masticatori dati da edentulismo

## Patologie correlate
I vari disturbi gastrointestinali possono poi portare alcune malattie come la pellagra e la sindrome del colon irritabile.